# Nam Thành (phường)
Nam Thành là một phường thuộc thành phố Hoa Lư, tỉnh Ninh Bình, Việt Nam.

## Địa lý
Phường Nam Thành nằm ở trung tâm thành phố Hoa Lư, có vị trí địa lý:
- Phía đông giáp phường Nam Bình
- Phía nam giáp phường Ninh Phong và xã Ninh Tiến
- Phía tây giáp xã Ninh Tiến
- Phía bắc giáp phường Vân Giang.

Phường Nam Thành có diện tích là 1,91 km², dân số năm 2023 là 12.034 người, mật độ dân số đạt 6.300 người/km².
Đây là một phường có đường Quốc lộ 1 xuyên Việt đi qua còn được gọi là đường 30/6. Con đường gắn với sự kiện giải phóng thành phố Ninh Bình và tỉnh Ninh Bình.

## Hành chính
Phường Nam Thành được chia thành 12 tổ dân phố: Bạch Đằng, Bắc Thành, Hòa Bình, Lê Lợi, Phúc Chỉnh 1, Phúc Chỉnh 2, Phúc Trì, Trung Thành, Tuệ Tĩnh, Văn Miếu, Võ Thị Sáu, Yết Kiêu.

## Lịch sử
Ngày 9 tháng 4 năm 1981, Hội đồng Chính phủ ban hành Quyết định số 151-CP về việc thành lập phường Lương Văn Tụy và phường Quang Trung thuộc thị xã Ninh Bình trên cơ sở tách một phần diện tích và nhân khẩu của thị trấn Ninh Bình cũ thuộc huyện Hoa Lư.
Ngày 17 tháng 12 năm 1982, Hội đồng Bộ trưởng ban hành Quyết định số 200-HĐBT về việc tách xã Ninh Thành của huyện Hoa Lư (trừ 20 hécta đất của thôn Phúc Ám) để sáp nhập vào thị xã Ninh Bình quản lý.
Ngày 26 tháng 12 năm 1991, Quốc hội ban hành Nghị quyết về việc chia tỉnh Hà Nam Ninh thành tỉnh Nam Hà và tỉnh Ninh Bình. Khi đó, các phường Lương Văn Tụy, Quang Trung và xã Ninh Thành thuộc thị xã Ninh Bình, tỉnh Ninh Bình.
Ngày 2 tháng 11 năm 1996, Chính phủ ban hành Nghị định số 69-CP (nghị định có hiệu lực từ ngày 1 tháng 1 năm 1997) về việc:
- Sáp nhập 44,87 ha diện tích tự nhiên và 1.207 nhân khẩu của xã Ninh Tiến thuộc huyện Hoa Lư vào thị xã Ninh Bình quản lý.
- Thành lập phường Nam Thành trên cơ sở 103,99 ha diện tích tự nhiên và 2.408 nhân khẩu của xã Ninh Thành; 4,4 ha diện tích tự nhiên và 377 nhân khẩu của phường Quang Trung; 44,8 ha diện tích tự nhiên và 1.207 nhân khẩu của xã Ninh Tiến; 5 ha diện tích tự nhiên và 1.623 nhân khẩu của phường Lương Văn Tuỵ.

Phường Nam Thành có diện tích tự nhiên 158,26 ha và 5.615 nhân khẩu.
Ngày 7 tháng 2 năm 2007, Chính phủ ban hành Nghị định số 19/2007/NĐ-CP về việc thành lập thành phố Ninh Bình thuộc tỉnh Ninh Bình. Phường Nam Thành trực thuộc thành phố Ninh Bình.
Ngày 16 tháng 7 năm 2014, HĐND tỉnh Ninh Bình ban hành Nghị quyết số 08/NQ-HĐND về việc:
- Thành lập tổ dân phố Lê Lợi và tổ dân phố Tuệ Tĩnh.
- Sáp nhập toàn bộ tổ dân phố Minh Khai và điều chỉnh một phần diện tích đất tự nhiên, số hộ dân thuộc các tổ dân phố: Bắc Thành, Phúc Chỉnh 2 vào tổ dân phố Võ Thị Sáu.

Ngày 10 tháng 12 năm 2024, Ủy ban Thường vụ Quốc hội ban hành Nghị quyết số 1318/NQ-UBTVQH15 về việc sắp xếp đơn vị hành chính cấp huyện, cấp xã của tỉnh Ninh Bình giai đoạn 2023 – 2025 (nghị quyết có hiệu lực từ ngày 1 tháng 1 năm 2025). Theo đó, thành lập thành phố Hoa Lư thuộc tỉnh Ninh Bình trên cơ sở thành phố Ninh Bình và huyện Hoa Lư. Phường Nam Thành trực thuộc thành phố Hoa Lư.

## Hình ảnh

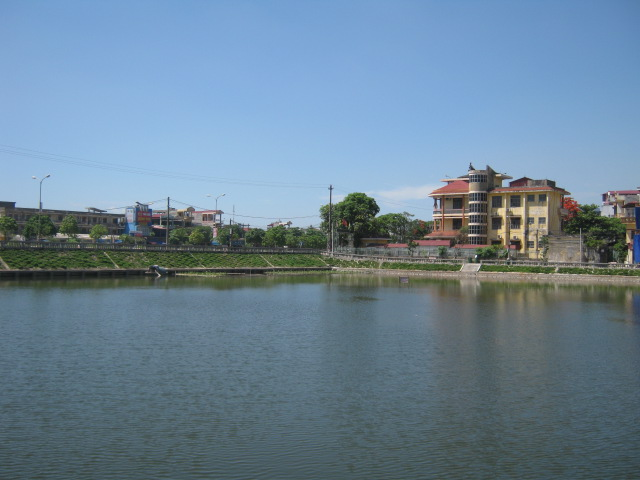
Hồ Lâm Sản
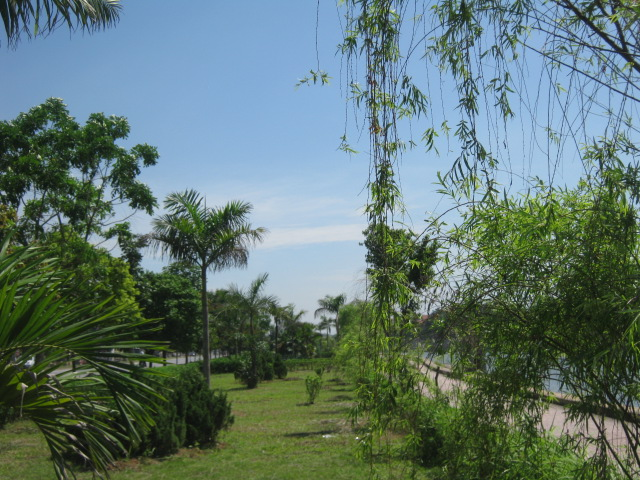
Công viên sông Vân
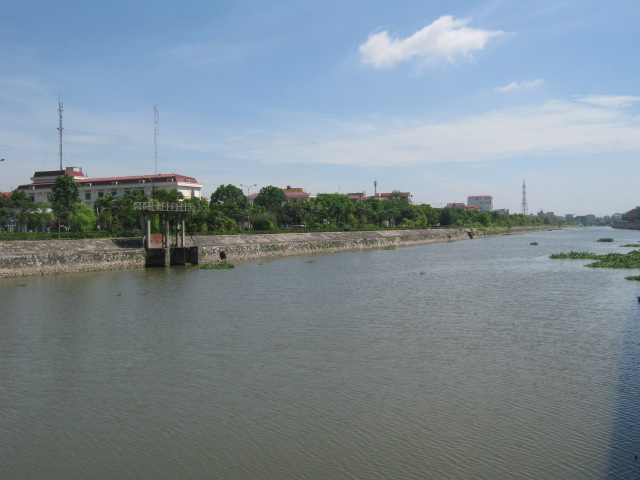
Sông Vân
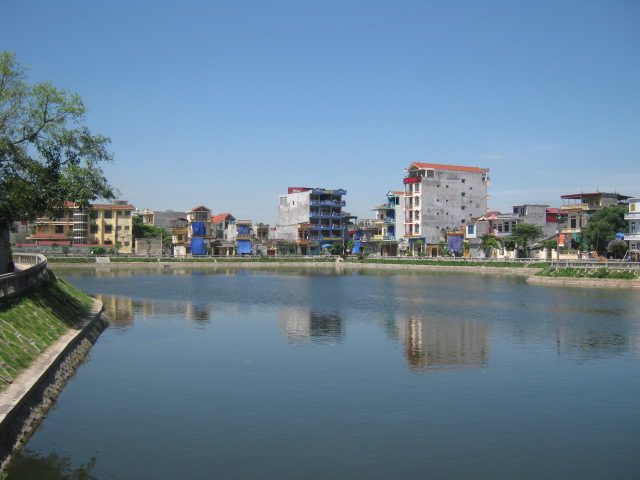
Hồ Lâm Nghiệp